# Афанасий (Соколов)
Архиепископ Афанасий (в миру Андрей Григорьевич Соколов; 27 июня (9 июля) 1801, Буй, Костромская губерния — 1 (13) января 1868, Казань) — епископ Русской православной церкви, архиепископ Казанский и Свияжский.

## Биография
Родился 27 июня 1801 года в городе Буе Костромской губернии в семье бедного причётника.
Окончил Костромскую духовную семинарию и в июле 1821 года поступил в Санкт-Петербургскую духовную академию.
22 августа 1825 года по окончании курса академии пострижен в монашество; 29 августа назначен бакалавром академии; 8 сентября посвящён во иеромонаха; 17 декабря получил степень кандидата богословия.
30 января 1826 года определён инспектором Псковской духовной семинарии; 23 октября удостоен звания магистра.
3 апреля 1827 года возведён в сан архимандрита и назначен настоятелем Спасо-Мирожского монастыря.
Любовь к науке, жажда знаний были его отличительными чертами с ранней юности и до конца жизни. С особой любовью он занимался изучением и переводом отеческих творений. В его квартире не только на столах, но и на стульях, на окнах, даже на полу — везде лежали книги и журналы. Любовь к научным занятиям он стремился возбудить и в своих учениках.
28 августа 1828 года определён ректором и профессором Харьковского коллегиума.
С апреля 1830 года — ректор Черниговской духовной семинарии; 11 июня того же года назначен настоятелем Елецкого Успенского монастыря.
С 29 апреля 1832 года — ректор Тверской духовной семинарии и настоятель Калязина Троицкого монастыря.
С 7 марта 1838 года — ректор Санкт-Петербургской духовной семинарии и архимандрит Ярославского Толгского монастыря, а с 5 августа — член духовно-цензурного комитета.
25 июня 1841 года хиротонисан во епископа Томского и Енисейского.
Во время управления Томской епархией принимал участие в крестных ходах, совершавшихся из села Семилужного в Томск. Это расстояние составляло 29 вёрст. Вспоминая эти события, епископ Никодим говорил: «Удивительная ревность! Ещё удивительнее крепость телесная. Он это делал отслуживши литургию в Томске, и прямо из церкви — сюда. Приходили уже в 8 часов вечера».
С 24 декабря 1853 года — архиепископ Иркутский и Нерчинский.
Много потрудился в Томской и Иркутской епархиях по искоренению раскола и по обращению в Православие коренных жителей Сибирского края. Он был неутомимым проповедником слова Божия. Несмотря ни на какие трудности, преосвященный объезжал огромные пространства Сибири со своей походной церковью, неся свет христианского учения во все самые отдаленные уголки Сибири.
С 3 ноября 1856 года — архиепископ Казанский и Свияжский.
В Казанской епархии деятельность преосвященного Афанасия была направлена на обращение в Православие татарского населения края. Во весь период архипастырского служения преосвященный Афанасий каждую литургию произносил к пастве слово назидания. Говорил без всяких записей, с чувством душевной теплоты и сердечности, часто со слезами.
9 ноября 1866 года уволен на покой в Кизический Введенский монастырь.
До последних дней жизни преосвященный Афанасий не оставлял научных трудов. Он переложил со славянского языка на русский Четьи-Минеи святителя Димитрия Ростовского, перевел все сочинения святителей Иринея Лионского и Григория Нисского и принимал участие в составлении критических замечаний на сочинение церковного писателя и переводчика А. С. Стурдзы, которые хранились в рукописях Санкт-Петербургской духовной академии № А 1/270.
Скончался 2 января 1868 года. Погребён под главным алтарем Казанского кафедрального собора.

## Сочинения
Рассуждения о вечности мучений в будущей жизни // Некоторые упражнения студентов СПбДА 6-го учеб. курса. СПб., 1825. С. 333—354.
Перевёл на русский язык часть житий святых из Пролога и Четьих-Миней святителя Димитрия (Туптало) (списки переводов хранились в б-ке КазДА), принимал участие в составлении «Замечаний» на соч. Скарлата Стурзы «Considerations sur la doctrine et ŀesprit de ŀEglise orthodoxe» (рукопись хранилась в библиотеке СПбДА). По некоторым сведениям, Афанасий являлся одним из переводчиков творений свт. Григория Нисского, свт. Иринея Лионского, др. отцов Церкви, публиковавшихся без указания имени переводчика в журнале «Христианское чтение».